# Мюллер, Ютта
Ю́тта Мю́ллер (нем. Jutta Müller, урождённая Лёч (нем. Lötzsch), в первом браке — Зайферт (нем. Seyfert); 13 декабря 1928, Хемниц, Саксония — 2 ноября 2023, Берлин) — немецкий тренер по фигурному катанию. Герой труда ГДР (1984).
В общей сложности её ученики завоевали 58 медалей на чемпионатах Европы, мира и Олимпиадах. Мюллер развила собственный новаторский стиль, в котором при основном внимании к спортивной, атлетической стороне катания, новым, сложным (а порой и рекордным) элементам, тем не менее старалась раскрыть художественные, артистические способности, создать гармоничные программы. Запомнились её особые отношения к ученикам — при необычайной строгости на тренировках, она по-матерински опекала их на соревнованиях. В решающие моменты она настолько тонко чувствовала состояние ученика, составляла программу так, что они катались абсолютно чисто. Большое внимание уделяла костюмам, сама придумывая их дизайн. Учеников у неё было немного, на чемпионате мира она почти всегда выводила только одного ученика среди одиночников и одного среди одиночниц.

## Биография
Родилась 13 декабря 1928 года в Хемнице (Саксония), в спортивной семье — её отец, железнодорожный служащий Эмиль Лётч (нем. Emil Lötzsch) был чемпионом Саксонии 1930 года по боксу.
В 1949 году был проведен первый чемпионат только что образованной ГДР, в разряде женских пар выиграли Ютта Зайферт (впоследствии — Мюллер) и Ирене Зальцманн (Irene Salzmann). Это малоизвестное событие в истории фигурного катания, тем не менее привело в будущем к появлению двух выдающихся тренеров (Зальцманн работала с парами — чемпионами).
Окончила Немецкий институт физкультуры (DHfK) в Лейпциге. С 1955 — тренер в Лейпциге, затем — в Карл-Маркс-Штадте (ныне — Хемниц), в ставшем благодаря её работе знаменитым спортклубе «Карл-Маркс-Штадт» (SC Karl-Marx-Stadt).
В 1961 году её дочь и ученица Габи Зайферт впервые победила на чемпионате ГДР и выступила на чемпионатах Европы и мира. В 1965 году ученик Ютты Мюллер Гюнтер Цёллер (Günter Zöller) выиграл чемпионат ГДР и также участвовал в чемпионатах Европы и мира.
В 1968 году Габи Зайферт производит сенсацию на чемпионате Европы, впервые в мире среди женщин исполнив тройной риттбергер и став одной из первых исполнительниц тройного прыжка вообще и на чемпионатах Европы в частности, — это в решающей степени позволило ей впервые стать чемпионкой Европы.

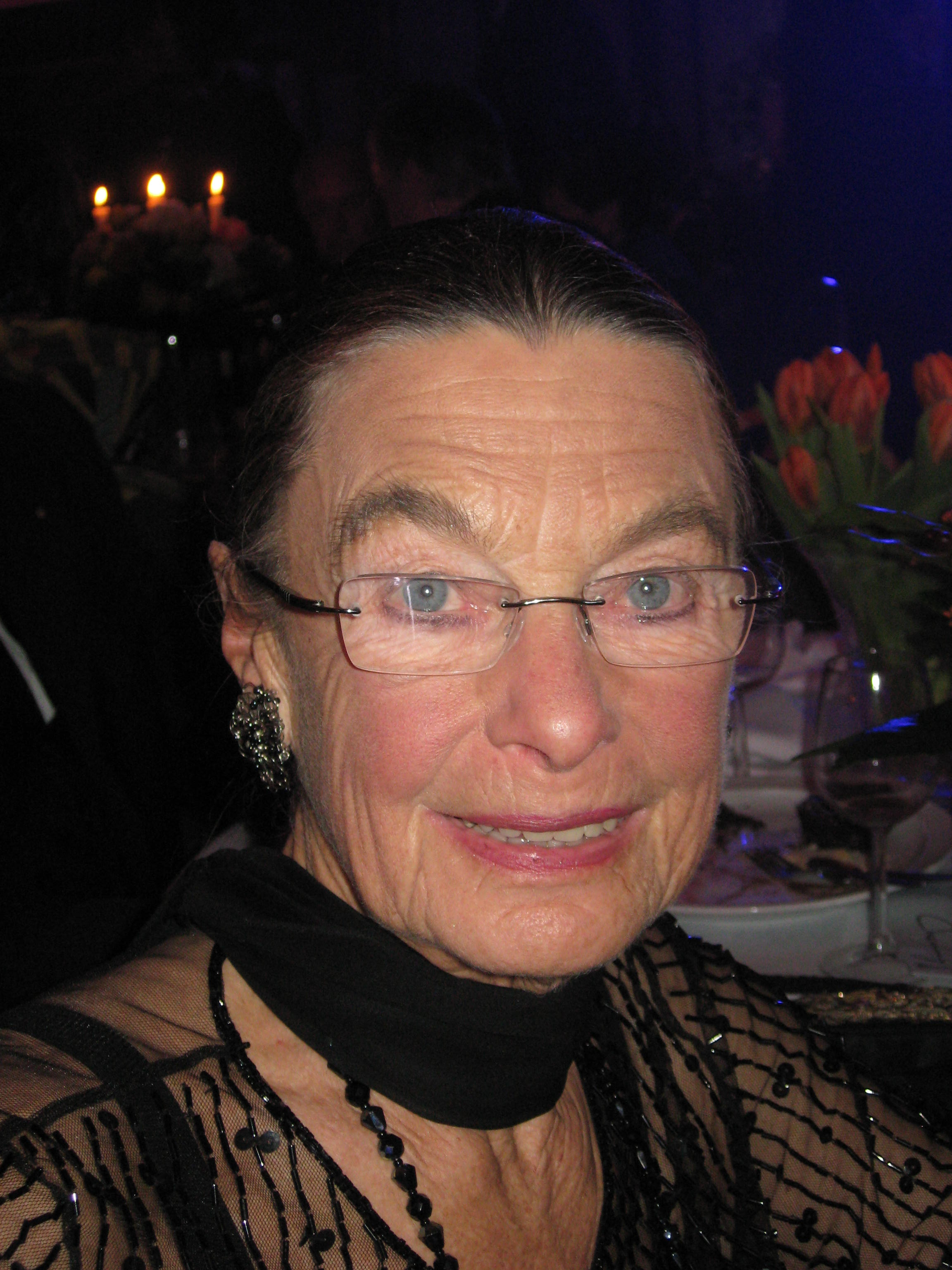
Ютта Мюллер в 2009 году

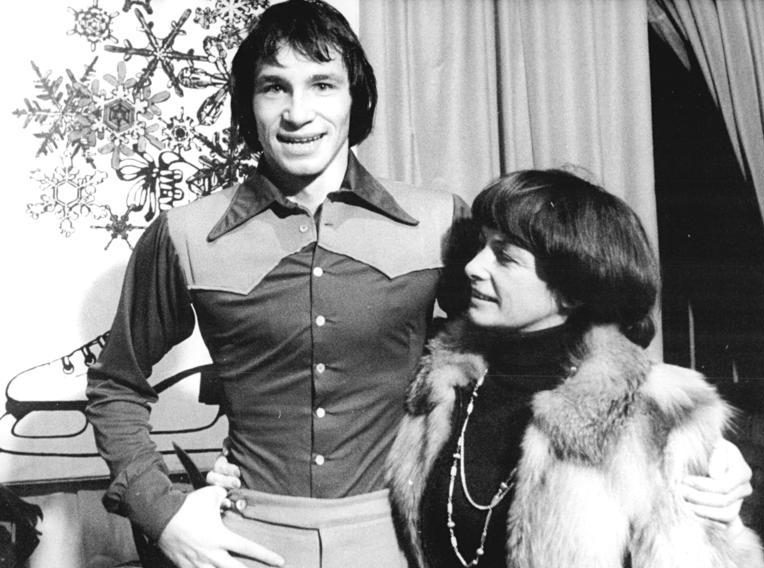
Ютта Мюллер со своим учеником Яном Хоффманом

Мировую известность Мюллер получила в 1969 и 1970 годах, когда Габи Зайферт выиграла чемпионаты Европы и мира, а Цёллер стал третьим на обоих чемпионатах. В 1971 её ученица Соня Моргенштерн (Sonia Morgenstern) впервые в истории чемпионатов мира делает тройной прыжок (сальхов). Огромного успеха добилась Анетт Пётч, выиграв чемпионаты мира 1978 и 1980, Олимпиаду 1980, создавая большое преимущество в отличных обязательных фигурах, тем не менее обладала и произвольными программами самого высокого технического уровня. В эти же годы лидером мирового фигурного катания стал Ян Хоффман, ставший вторым исполнителем тройного лутца в 1974, что позволило ему стать чемпионом Европы и мира в 1974, трижды чемпионом Европы в 1977—1979 и чемпионом мира 1980.
На Олимпиаде-80 ученики Мюллер могли получить две золотые медали. Пётч при относительно одинаковом уровне произвольной программы с американкой Фратиани (обе сделали тройной тулуп, тройной сальхов и по три двойных акселя), немного уступив ей по стилю, справедливо выиграла золото за счёт большого преимущества в фигурах.
Хоффман, уже имея преимущество после фигур, исполнил самую сложную произвольную программу из пяти тройных прыжков, однако судьи спорно отдали предпочтение англичанину Казинсу, по инерции выставив ему максимальные оценки за технику (практически одинаковые с Хоффманом), при том что вместо пяти тройных он сделал чисто лишь три. Британская судья Салли-Энн Степлфорд, известная своим тенденциозным судейством против спортсменов из социалистических стран, чрезмерно занизила вторую оценку Хоффману до 5,5. Ютта Мюллер была несогласна с таким решением.
Вершиной работы Ютты Мюллер стала Катарина Витт, одна из величайших фигуристок за всю историю, олимпийская чемпионка 1984 и 1988, программы которой стали шедеврами гармоничного сочетания идеально выполненных технических элементов и высокого художественного стиля.
В 1990 чемпионкой Европы стала Эвелин Гроссманн, а в 2004 на чемпионате мира в Дортмунде при решающей помощи Мюллер бронзу получил Штефан Линдеманн.
Скончалась 2 ноября 2023 года в возрасте 94 лет в Берлине. Похоронена 13 декабря 2023 года на родине, в Хемнице.